# Журобице
Журобице (пол. Żurobice) — деревня в Семятыченском повете Подляского воеводства Польши. Входит в состав гмины Дзядковице. По данным переписи 2011 года, в деревне проживал 381 человек.

## География
Деревня расположена на северо-востоке Польши, на расстоянии приблизительно 12 километров к северо-востоку от города Семятыче, административного центра повета. Абсолютная высота — 167 метров над уровнем моря. К западу от Журобице проходит национальная автодорога 19.

## История
В конце XVIII века деревня входила в состав Мельникского повета Подляшского воеводства Королевства Польского.
Согласно «Указателю населенным местностям Гродненской губернии, с относящимися к ним необходимыми сведениями», в 1905 году в селе Журбицы проживал 531 человек. В административном отношении село входило в состав Семятичской волости Бельского уезда (4-го стана).
В период с 1975 по 1998 годы деревня являлась частью Белостокского воеводства.

## Достопримечательности
- Православный храм во имя Архангела Михаила